# Jack Beckinsale
Jack Beckinsale, né le 27 mai 1993, est un coureur cycliste australien.

## Palmarès et résultats

### Palmarès par année
- 2010
  - 2e du championnat d'Australie du critérium juniors
- 2011
  - 2e du championnat d'Australie de poursuite par équipes juniors
  - 2e du championnat d'Australie du contre-la-montre juniors
- 2012
  - 6e étape du Tour of Gippsland
- 2014
  - 4e étape de l'Adelaide Tour
- 2015
  - Trofeo San Leolino

### Classements mondiaux
| Année         | 2012 | 2013 | 2014 |
| ------------- | ---- | ---- | ---- |
| UCI Asia Tour | 113e | 347e | 143e |